# Muscle of Love
Muscle of Love – siódmy studyjny album zespołu Alice Cooper z 1973 roku.

## Lista utworów
| 1. | Big apple dreamin' (hippo) | 5:10  |
|    |                            |       |
| 2. | Never been sold before     | 4:28  |
|    |                            |       |
| 3. | Hard hearted Alice         | 4:53  |
|    |                            |       |
| 4. | Crazy little child         | 5:03  |
|    |                            |       |
| 5. | Working up a sweat         | 3:32  |
|    |                            |       |
| 6. | Muscle of love             | 3:45  |
|    |                            |       |
| 7. | Man with the golden gun    | 4:12  |
|    |                            |       |
| 8. | Teenage lament             | 4:32  |
|    |                            |       |
| 9. | Woman machine              | 4:31  |
|    |                            |       |
|    |                            | 40:06 |
|    |                            |       |

## Skład
- Alice Cooper – wokal
- Glen Buxton – gitara
- Michael Bruce – gitara rytmiczna
- Dennis Dunaway – bas
- Neal Smith – perkusja
- Steve "Deacon" Hunter – gitara
- Mick Mashbir – gitara
- Dick Wagner – gitara
- Bob Dolin – keyboard